# Gladiopycnodus
Gladiopycnodus karami è una specie di pesce osseo estinto, appartenente ai picnodonti. È noto grazie a un esemplare ben conservato ritrovato nei sedimenti marini del Cretaceo superiore (Cenomaniano superiore) di Haqel, in Libano.

## Descrizione
Questa specie si distingue per il suo muso estremamente allungato, simile a una spada, che si estende ben oltre la mandibola inferiore. Il prefrontale termina con una punta acuminata, mentre il frontale è lungo e stretto. Alcune ossa craniche, come il dermosfenotico e il dermopterotico, risultano parzialmente fuse. La bocca è priva di denti, ma sia il premascellare che il mascellare presentano piccole spine. Il pesce possiede cinque ossa infraorbitali, con la prima più grande delle altre. La mandibola è ampia e orizzontale, mentre il prearticolare è grande e dotato di denti molariformi. Il preopercolo è notevolmente sviluppato, con un margine inferiore allungato e denticolato che forma il bordo ventrale del cranio dietro la mandibola.
Il cleitro è verticale, e la pinna pettorale è dotata di una spina robusta. La cintura pelvica è ridotta, e manca il corno nucale. L'osso postcoelomico è lungo e solido. La pinna dorsale è composta da una serie di raggi corti e isolati che formano delle pinnule. La pinna anale inizia con una spina molto lunga e robusta che si estende oltre la coda, seguita solo da pochi raggi molli corti. La pinna caudale ha un bordo posteriore convesso.
Sul corpo sono presenti grandi scudi dorsali appaiati tra il cranio e la coda. Le scaglie sono piccole, disposte in modo irregolare e sovrapposto. Sul peduncolo caudale si trovano scaglie più grandi e arrotondate. Sono presenti due scudi pelvici e uno postcloacale, mentre nella regione caudale non si osservano scudi lungo il margine ventrale del corpo.

## Classificazione
Le caratteristiche di Gladiopycnodus karami lo collocano all'interno della famiglia Gladiopycnodontidae, un gruppo di picnodonti noti per le loro forme particolari e le specializzazioni anatomiche.
Il nome della specie, descritta nel 2013, è un omaggio a Youssef Bey Karam (1823-1889), una figura storica del Libano che si oppose al dominio ottomano.
L'olotipo della specie, catalogato come CLC S-393, è un esemplare completo osservato dal lato destro. Misura 117 mm di lunghezza totale, considerando anche la spina anale, mentre solo il corpo e il cranio raggiungono i 98 mm. Esistono altri tre esemplari della specie conservati in collezioni private.